# Râul Bâsca Roziliei
Râul Bâsca Roziliei (numit și Bâsca Rozilei, în trecut și Bâsca Rosiliei, Bâsca Rosilei sau Bâsca Rusilei, după Muntele Rusila) este un curs de apă, afluent al râului Buzău. Râul este format la confluența dintre râurile Bâsca Mare și Bâsca Mică în dreptul localității Varlaam.